# Taoura (distrito)
Taoura é um distrito localizado na província de Souk Ahras, Argélia. Sua capital é a cidade de mesmo nome. A população total do distrito era de 34 257 habitantes, em 1998.[carece de fontes?]

## Comunas
O distrito está dividido em três comunas:
- Taoura
- Zaarouria
- Drea